# Bill Newton Dunn
Pour les articles homonymes, voir Dunn.
William "Bill" Francis Newton Dunn, né le 3 octobre 1941 à Greywell, Hampshire, est un homme politique britannique, membre des Libéraux démocrates.
Il a été député européen pour les Midlands de l'Est de 1999 (d'abord Conservateur il devient LibDem en 2000) jusqu'au 30 juin 2014. Il était questeur et membre du Bureau du Parlement européen.